# Cristian Albu
Alexandru  Cristian Albu (n. 17 august 1993, București, România) este un fotbalist român, care joacă pe post de mijlocaș defensiv la Botoșani în SuperLiga României.

## Cariera

### Nationala
El și-a făcut debutul cu echipa națională de fotbal a României pe 8 octombrie 2021, în meciul de calificare la Cupa Mondială împotriva Germaniei . 

## Statistici

### Club
De la meciul disputat pe 16 mai 2022
| Club               | Sezon         | Ligă          | Ligă      | Ligă   | Cupa Națională | Cupa Națională | Europa    | Europa | Altele    | Altele | Total     | Total  |
| Club               | Sezon         | Divizia       | Aplicații | Goluri | Aplicații      | Goluri         | Aplicații | Goluri | Aplicații | Goluri | Aplicații | Goluri |
| ------------------ | ------------- | ------------- | --------- | ------ | -------------- | -------------- | --------- | ------ | --------- | ------ | --------- | ------ |
| Concordia Chiajna  | 2014–15       | Liga I        | 1         | 0      | 0              | 0              | 0         | 0      | 0         | 0      | 1         | 0      |
| Concordia Chiajna  | 2016–17       | Liga I        | 35        | 2      | 0              | 0              | 0         | 0      | 2         | 1      | 37        | 3      |
| Concordia Chiajna  | 2017–18       | Liga I        | 38        | 1      | 1              | 0              | 0         | 0      | 0         | 0      | 39        | 1      |
| Concordia Chiajna  | 2018–19       | Liga I        | 25        | 1      | 0              | 0              | 0         | 0      | 0         | 0      | 25        | 1      |
| Concordia Chiajna  | 2019–20       | Liga II       | 20        | 6      | 2              | 0              | 0         | 0      | 0         | 0      | 22        | 6      |
| Concordia Chiajna  | Total         | Total         | 119       | 10     | 3              | 0              | 0         | 0      | 2         | 1      | 124       | 11     |
| Academica Clinceni | 2019–20       | Liga I        | 16        | 2      | 1              | 0              | 0         | 0      | 0         | 0      | 17        | 2      |
| Academica Clinceni | Total         | Total         | 16        | 2      | 1              | 0              | 0         | 0      | 0         | 0      | 17        | 2      |
| UTA Arad           | 2020–21       | Liga I        | 36        | 2      | 1              | 0              | 0         | 0      | 0         | 0      | 37        | 2      |
| UTA Arad           | Total         | Total         | 36        | 2      | 1              | 0              | 0         | 0      | 0         | 0      | 37        | 2      |
| Rapid București    | 2021–22       | Liga I        | 34        | 7      | 2              | 0              | 0         | 0      | 0         | 0      | 36        | 7      |
| Rapid București    | Total         | Total         | 34        | 7      | 2              | 0              | 0         | 0      | 0         | 0      | 36        | 7      |
| Total cariera      | Total cariera | Total cariera | 205       | 21     | 9              | 0              | 0         | 0      | 2         | 1      | 216       | 22     |

### Internațional
Începând cu 8 octombrie 2021.
| echipa națională | An    | Aplicații | Goluri |
| ---------------- | ----- | --------- | ------ |
| România          | 2020  | 0         | 0      |
| România          | 2021  | 1         | 0      |
| Total            | Total | 1         | 0      |